# Mistrzostwa Europy w saneczkarstwie
Mistrzostwa Europy w saneczkarstwie zostały rozegrane po raz pierwszy w 1914 roku w niemieckim Reichenbergu (dzisiejszy czeski Liberec). W latach 1914–1934 mistrzostwa były rozgrywane pod auspicjami Międzynarodowej Federacji Sportów Saneczkowych (ISSV), a w latach 1935–1956 pod auspicjami Międzynarodowej Federacji Bobslei i Toboganu (FIBT). Od 1962 mistrzostwa organizuje Międzynarodowa Federacja Saneczkarska (FIL). W latach 1980–2012 mistrzostwa rozgrywano w cyklu dwuletnim. Obecnie odbywają się corocznie.
W premierowych zawodach rozegrano tylko dwie konkurencje: jedynki oraz dwójki mężczyzn (był to jedyny w przypadek, aby na imprezie rangi mistrzostw świata, Europy czy igrzysk olimpijskich nie wystartowały kobiety). Jedynki kobiet weszły w skład mistrzostw w 1928. Od 1988 organizowane są zawody drużynowe.
Dotychczas zawody o mistrzostwa Starego Kontynentu anulowano jedenaście razy. Działo się to w latach 1957–1961, 1963–1966 oraz 1968–1969.
W 1935 jedyny raz organizatorem mistrzostw była Polska, a dokładniej Krynica-Zdrój. W 1928 mistrzostwa zorganizowano w niemieckim Schreiberhau (dzisiejsza Szklarska Poręba).
Dotychczas w klasyfikacji medalowej prowadzą Niemcy, którzy zdobyli 55 medali złotych. Na drugim miejscu plasuje się NRD z 30 medalami złotymi, a na trzecim Austria.
Polska znajduje się na jedenastym miejscu, mając na koncie jeden złoty, dwa srebrne i dziesięć brązowych medali.

## Jedynki kobiet
| Rok i miejsce               | 1. miejsce              | 2. miejsce              | 3. miejsce                  |
| --------------------------- | ----------------------- | ----------------------- | --------------------------- |
| 1928 Schreiberhau           | Hilde Raupach           | Margarete Wolff         | Else Hench                  |
| 1929 Semmering              | Lotte Embacher          | Christa Klecker         | Fanny Altendorfer           |
| 1934 Ilmenau                | Hanni Fink              | Adela Raimannová        | Gertrude Porsche-Schinkeová |
| 1935 Krynica-Zdrój          | Hanni Fink              | Liselotte Hopfer        | Gertrude Porsche-Schinkeová |
| 1937 Oslo                   | Titti Maartmann         | Liv Jensen              | Helen Galtung               |
| 1938 Salzburg               | Friedel Tietze          | Waltraud Grassl         | Hanni Fink                  |
| 1939 Reichenberg            | Friedel Tietze          | Waltraud Grassl         | Hanni Fink                  |
| 1951 Innsbruck              | Karla Kienzl            | Hilde Strum             | Maria Isser                 |
| 1952 Garmisch-Partenkirchen | Maria Isser             | Erika Schiller          | Rosa Perz                   |
| 1953 Cortina d’Ampezzo      | Maria Isser             | Liesl Seewald           | Rosa Lesser                 |
| 1954 Davos                  | Maria Isser             | Karla Kienzl            | Lotte Scheimpflug           |
| 1955 Hahnenklee             | Maria Isser             | Karla Kienzl            | Erika Leitner               |
| 1956 Imst                   | Elly Lieber             | Maria Isser             | Lotte Scheimpflug           |
| 1962 Weißenbach bei Liezen  | Irena Pawełczyk         | Helene Thurner          | Gerda Cegner-Rieser         |
| 1967 Schönau am Königssee   | Christina Schmuck       | Angelika Dünhaupt       | Helena Macher               |
| 1970 Hammarstrand           | Anna-Maria Müller       | Angela Knösel           | Christina Schmuck           |
| 1971 Imst                   | Erika Lechner           | Angela Knösel           | Barbara Piecha              |
| 1972 Schönau am Königssee   | Ute Rührold             | Elisabeth Demleitner    | Anna-Maria Müller           |
| 1973 Schönau am Königssee   | Margit Schumann         | Ute Rührold             | Eva-Maria Wernicke          |
| 1974 Imst                   | Margit Schumann         | Halina Kanasz           | Ute Rührold                 |
| 1975 Olang                  | Margit Schumann         | Eva-Maria Wernicke      | Halina Kanasz               |
| 1976 Hammarstrand           | Wiera Zozula            | Agneta Lindskog         | Halina Biegun               |
| 1977 Schönau am Königssee   | Elisabeth Demleitner    | Margit Schumann         | Margit Graf                 |
| 1978 Hammarstrand           | Elisabeth Demleitner    | Anna Majewskaja         | Wiera Zozula                |
| 1979 Oberhof                | Melitta Sollmann        | Ilona Brand             | Margit Schumann             |
| 1980 Olang                  | Melitta Sollmann        | Marie-Luise Rainer      | Ilona Brand                 |
| 1982 Winterberg             | Bettina Schmidt         | Steffi Martin           | Melitta Sollmann            |
| 1984 Olang                  | Monika Auer             | Heike Popel             | Cerstin Schmidt             |
| 1986 Hammarstrand           | Cerstin Schmidt         | Steffi Martin           | Ute Oberhoffner             |
| 1988 Schönau am Königssee   | Ute Oberhoffner         | Veronika Bilgeri        | Cerstin Schmidt             |
| 1990 Innsbruck              | Susi Erdmann            | Gerda Weissensteiner    | Jana Bode                   |
| 1992 Winterberg             | Susi Erdmann            | Sylke Otto              | Angelika Neuner             |
| 1994 Schönau am Königssee   | Gerda Weissensteiner    | Jana Bode               | Gabriele Kohlisch           |
| 1996 Sigulda                | Jana Bode               | Gabriele Kohlisch       | Andrea Tagwerker            |
| 1998 Oberhof                | Silke Kraushaar-Pielach | Andrea Tagwerker        | Susi Erdmann                |
| 2000 Winterberg             | Sylke Otto              | Silke Kraushaar-Pielach | Barbara Niedernhuber        |
| 2002 Altenberg              | Sylke Otto              | Silke Kraushaar-Pielach | Barbara Niedernhuber        |
| 2004 Oberhof                | Silke Kraushaar-Pielach | Tatjana Hüfner          | Sylke Otto                  |
| 2006 Winterberg             | Silke Kraushaar-Pielach | Tatjana Hüfner          | Barbara Niedernhuber        |
| 2008 Cesana Torinese        | Natalie Geisenberger    | Silke Kraushaar-Pielach | Veronika Halder             |
| 2010 Sigulda                | Tatjana Iwanowa         | Corinna Martini         | Nina Reithmayer             |
| 2012 Paramonowo             | Tatjana Iwanowa         | Tatjana Hüfner          | Corinna Martini             |
| 2013 Oberhof                | Natalie Geisenberger    | Tatjana Hüfner          | Anke Wischnewski            |
| 2014 Sigulda                | Natalja Choriewa        | Tatjana Iwanowa         | Dajana Eitberger            |
| 2015 Soczi                  | Dajana Eitberger        | Natalie Geisenberger    | Tatjana Iwanowa             |
| 2016 Altenberg              | Tatjana Hüfner          | Elīza Cauce             | Tatjana Iwanowa             |
| 2017 Schönau am Königssee   | Natalie Geisenberger    | Tatjana Iwanowa         | Tatjana Hüfner              |
| 2018 Sigulda                | Tatjana Iwanowa         | Natalie Geisenberger    | Sandra Robatscher           |
| 2019 Oberhof                | Natalie Geisenberger    | Tatjana Hüfner          | Dajana Eitberger            |
| 2020 Lillehammer            | Tatjana Iwanowa         | Julia Taubitz           | Wiktoria Diemczenko         |
| 2021 Sigulda                | Tatjana Iwanowa         | Natalie Geisenberger    | Wiktoria Diemczenko         |
| 2022 Sankt Moritz           | Natalie Geisenberger    | Madeleine Egle          | Elīna leva Vītola           |
| 2023 Sigulda                | Anna Berreiter          | Dajana Eitberger        | Elīna leva Vītola           |
| 2024 Igls                   | Madeleine Egle          | Julia Taubitz           | Anna Berreiter              |
| 2025 Winterberg             | Julia Taubitz           | Madeleine Egle          | Lisa Schulte                |

## Jedynki mężczyzn
| Rok i miejsce               | 1. miejsce          | 2. miejsce             | 3. miejsce            |
| --------------------------- | ------------------- | ---------------------- | --------------------- |
| 1914 Reichenberg            | Rudolf Kauschka     | Jacob Platzer          | Richard Simm          |
| 1928 Schreiberhau           | Fritz Preissler     | Rudolf Kauschka        | Karl Wagner           |
| 1929 Semmering              | Fritz Preissler     | Robert Liebig          | Erich Dressler        |
| 1934 Ilmenau                | Martin Tietze       | Rudolf Maschke         | Alfred Posselt        |
| 1935 Krynica-Zdrój          | Martin Tietze       | Maks Enker             | Bronisław Witkowski   |
| 1937 Oslo                   | Martin Tietze       | Vilhelm Klavenæs       | Harald Seegard        |
| 1938 Salzburg               | Martin Tietze       | Walter Kluge           | Rudolf Hermann        |
| 1939 Reichenberg            | Fritz Preissler     | Martin Tietze          | Gustav Jezek          |
| 1951 Innsbruck              | Paul Aste           | Wilhelm Lache          | Hermann Mayregger     |
| 1952 Garmisch-Partenkirchen | Rudolf Maschke      | Paul Aste              | Albert Krauss         |
| 1953 Cortina d’Ampezzo      | Paul Aste           | Heinrich Isser         | Wilhelm Lache         |
| 1954 Davos                  | Fritz Kienzl        | Wilhelm Lache          | Josef Strillinger     |
| 1955 Hahnenklee             | Paul Aste           | Albert Krauss          | Johann Stangl         |
| 1956 Imst                   | Josef Isser         | Hans Krausner          | Erich Raffl           |
| 1962 Weißenbach bei Liezen  | Josef Lenz          | Anton Venier           | Zdzisław Siuda        |
| 1967 Schönau am Königssee   | Leonhard Nagenrauft | Fritz Nachmann         | Józef Matlak          |
| 1970 Hammarstrand           | Harald Ehrig        | Wolfgang Scheidel      | Horst Hörnlein        |
| 1971 Imst                   | Horst Hörnlein      | Wolfgang Scheidel      | Manfred Schmid        |
| 1972 Schönau am Königssee   | Wolfram Fiedler     | Harald Ehrig           | Leonhard Nagenrauft   |
| 1973 Schönau am Königssee   | Hans Rinn           | Josef Fendt            | Manfred Schmid        |
| 1974 Imst                   | Hans Rinn           | Manfred Schmid         | Rudolf Schmid         |
| 1975 Olang                  | Detlef Günther      | Wolfram Fiedler        | Hans Rinn             |
| 1976 Hammarstrand           | Wolfram Fiedler     | Michael Gärdebäck      | Hans-Heinrich Winkler |
| 1977 Schönau am Königssee   | Anton Winkler       | Hans Rinn              | Karl Brunner          |
| 1978 Hammarstrand           | Paul Hildgartner    | Hans Rinn              | Władimir Szytow       |
| 1979 Oberhof                | Hans Rinn           | Detlef Günther         | Bernhard Glass        |
| 1980 Olang                  | Karl Brunner        | Paul Hildgartner       | Ernst Haspinger       |
| 1982 Winterberg             | Uwe Hendrich        | Siergiej Danilin       | Ernst Haspinger       |
| 1984 Olang                  | Paul Hildgartner    | Norbert Huber          | Ernst Haspinger       |
| 1986 Hammarstrand           | Siergiej Danilin    | Jens Müller            | Michael Walter        |
| 1988 Schönau am Königssee   | Georg Hackl         | Markus Prock           | Johannes Schettel     |
| 1990 Innsbruck              | Georg Hackl         | Markus Prock           | Jens Müller           |
| 1992 Winterberg             | René Friedl         | Norbert Huber          | Georg Hackl           |
| 1994 Schönau am Königssee   | Markus Prock        | Georg Hackl            | Armin Zöggeler        |
| 1996 Sigulda                | Jens Müller         | Albert Diemczenko      | Markus Schmidt        |
| 1998 Oberhof                | Markus Prock        | Karsten Albert         | Norbert Huber         |
| 2000 Winterberg             | Jens Müller         | Georg Hackl            | Armin Zöggeler        |
| 2002 Altenberg              | Markus Prock        | Denis Geppert          | Armin Zöggeler        |
| 2004 Oberhof                | Armin Zöggeler      | David Möller           | Jaroslav Slavík       |
| 2006 Winterberg             | Albert Diemczenko   | Armin Zöggeler         | David Möller          |
| 2008 Cesana Torinese        | Armin Zöggeler      | Albert Diemczenko      | David Möller          |
| 2010 Sigulda                | Albert Diemczenko   | Wolfgang Kindl         | Daniel Pfister        |
| 2012 Paramonowo             | Andi Langenhan      | Armin Zöggeler         | Felix Loch            |
| 2013 Oberhof                | Felix Loch          | Andi Langenhan         | Johannes Ludwig       |
| 2014 Sigulda                | Armin Zöggeler      | Johannes Ludwig        | Dominik Fischnaller   |
| 2015 Soczi                  | Siemion Pawliczenko | Aleksandr Pierietiagin | Felix Loch            |
| 2016 Altenberg              | Felix Loch          | Roman Riepiłow         | Ralf Palik            |
| 2017 Schönau am Königssee   | Siemion Pawliczenko | Ralf Palik             | Wolfgang Kindl        |
| 2018 Sigulda                | Siemion Pawliczenko | Felix Loch             | Roman Riepiłow        |
| 2019 Oberhof                | Siemion Pawliczenko | Roman Riepiłow         | Kristers Aparjods     |
| 2020 Lillehammer            | Dominik Fischnaller | Siemion Pawliczenko    | Roman Riepiłow        |
| 2021 Sigulda                | Felix Loch          | Johannes Ludwig        | Dominik Fischnaller   |
| 2022 Sankt Moritz           | Wolfgang Kindl      | Kristers Aparjods      | Nico Gleirscher       |
| 2023 Sigulda                | Max Langenhan       | Felix Loch             | Kristers Aparjods     |
| 2024 Igls                   | Jonas Müller        | Nico Gleirscher        | Max Langenhan         |
| 2025 Winterberg             | Jonas Müller        | Max Langenhan          | Nico Gleirscher       |

## Dwójki kobiet
| Rok i miejsce   | 1. miejsce                            | 2. miejsce                            | 3. miejsce                            |
| --------------- | ------------------------------------- | ------------------------------------- | ------------------------------------- |
| 2023 Sigulda    | Andrea Vötter Marion Oberhofer        | Anda Upīte Sanija Ozoliņa             | Jessica Degenhardt Cheyenne Rosenthal |
| 2024 Igls       | Jessica Degenhardt Cheyenne Rosenthal | Andrea Vötter Marion Oberhofer        | Marta Robežniece Kitija Bogdanova     |
| 2025 Winterberg | Selina Egle Lara Kipp                 | Jessica Degenhardt Cheyenne Rosenthal | Andrea Vötter Marion Oberhofer        |

## Dwójki mężczyzn
| Rok i miejsce               | 1. miejsce                             | 2. miejsce                                | 3. miejsce                                |
| --------------------------- | -------------------------------------- | ----------------------------------------- | ----------------------------------------- |
| 1914 Reichenberg            | Erwin Posselt Karl Löbelt              | Rudolf Kauschka Hans Gfäller              | Arthur Klamt Bertold Posselt              |
| 1928 Schreiberhau           | Herbert Elger Wilhelm Adolf            | Richard Feist Walter Feist                | Alfred Posselt Fritz Posselt              |
| 1929 Semmering              | Richard Feist Walter Feist             | Rudolf Kauschka Fritz Preissler           | Franz Stecker Ferdinand Wiesner           |
| 1934 Ilmenau                | Walter Feist Walter Kluge              | Rudolf Hermann Rudolf Maschke             | Josef Heller Albert Krauss                |
| 1935 Krynica-Zdrój          | Walter Feist Walter Kluge              | Martin Tietze Kurt Weidner                | Hans Tauber Hugo Schöler                  |
| 1937 Oslo                   | Martin Tietze Kurt Weidner             | Walter Feist Walter Kluge                 | Rudolf Maschke Albert Krauss              |
| 1938 Salzburg               | Walter Feist Walter Kluge              | Viktor Schubert Werner Rüger              | Rudolf Maschke Erhard Grundmann           |
| 1939 Reichenberg            | Walter Feist Walter Kluge              | Viktor Schubert Erhard Körner             | Rudolf Hermann Albert Krauss              |
| 1951 Innsbruck              | Hans Krausner Rudolf Peyfuss           | Heinrich Isser Josef Isser                | Norbert Steixner Adolf Hofer              |
| 1952 Garmisch-Partenkirchen | Paul Aste Heinrich Isser               | Hans Krausner Luis Schlögl                | Wilhelm Lache Josef Isser                 |
| 1953 Cortina d’Ampezzo      | Hans Krausner Wilhelm Lache            | Paul Aste Heinrich Isser                  | Erich Raffl Stefan Schöpf                 |
| 1954 Davos                  | Josef Isser Heinrich Isser             | Josef Feistmantl Karl Feistmantl          | Hans Krausner Josef Leistentritt          |
| 1955 Hahnenklee             | Paul Aste Paul Isser                   | Hermann Küppel Dietrich Schmidt           | Hermann Mayr Erhard Grundmann             |
| 1956 Imst                   | Wilhelm Leimgruber Josef Unterfrauner  | Erich Raffl Stefan Schöpf                 | Josef Thaler Luis Posch                   |
| 1962 Weißenbach bei Liezen  | Anton Venier Ewald Walch               | Josef Feistmantl Manfred Stengl           | Reinhold Frosch Ludwig Gassner            |
| 1967 Schönau am Königssee   | Josef Feistmantl Wilhelm Bichl         | Helmut Thaler Reinhold Senn               | Ryszard Gawior Zbigniew Gawior            |
| 1970 Hammarstrand           | Horst Hörnlein Reinhard Bredow         | Rudolf Schmid Franz Schachner             | Manfred Schmid Ewald Walch                |
| 1971 Imst                   | Paul Hildgartner Walter Plaikner       | Manfred Schmid Ewald Walch                | Tadeusz Radwan Janusz Krawczyk            |
| 1972 Schönau am Königssee   | Horst Hörnlein Reinhard Bredow         | Hans Brandner Balthasar Schwarm           | Peter Reichnwallner Rudolf Grosswang      |
| 1973 Schönau am Königssee   | Hans Rinn Norbert Hahn                 | Bernd Hahn Ulrich Hahn                    | Hans Brandner Balthasar Schwarm           |
| 1974 Imst                   | Paul Hildgartner Walter Plaikner       | Hans Rinn Norbert Hahn                    | Roman Hurej Józef Pietrończyk             |
| 1975 Olang                  | Hans Rinn Norbert Hahn                 | Horst Müller Hans-Jörg Neumann            | Bernd Hahn Ulrich Hahn                    |
| 1976 Hammarstrand           | Bernd Dreyer Roland Herdmann           | Alse Strand Helge Svensen                 | Dainis Bremze Aigars Kriķis               |
| 1977 Schönau am Königssee   | Hans Brandner Balthasar Schwarm        | Hans Rinn Norbert Hahn                    | Stefan Hölzlwimmer Rudolf Grosswang       |
| 1978 Hammarstrand           | Hans Rinn Norbert Hahn                 | Bernd Hahn Ulrich Hahn                    | Jindřich Zeman Vladimír Resl              |
| 1979 Oberhof                | Bernd Oberhoffner Jörg-Dieter Ludwig   | Hans Rinn Norbert Hahn                    | Karl Brunner Peter Gschnitzer             |
| 1980 Olang                  | Hans Rinn Norbert Hahn                 | Bernd Hahn Ulrich Hahn                    | Hans Brandner Balthasar Schwarm           |
| 1982 Winterberg             | Günther Lemmerer Reinhold Sulzbacher   | Hans Einn Jörg-Dieter Ludwig              | Hans Stangassinger Franz Wembacher        |
| 1984 Olang                  | Helmut Brunner Walter Brunner          | Hans Stangassinger Franz Wembacher        | Hansjörg Raffl Norbert Huber              |
| 1986 Hammarstrand           | Jewgienij Biełousow Aleksandr Bielakow | Jörg Hoffmann Jochen Pietzsch             | Hansjörg Raffl Norbert Huber              |
| 1988 Schönau am Königssee   | Thomas Schwab Wolfgang Staudinger      | Hansjörg Raffl Norbert Huber              | Jewgienij Biełousow Aleksandr Bielakow    |
| 1990 Innsbruck              | Jörg Hoffmann Jochen Pietzsch          | Hansjörg Raffl Norbert Huber              | Stefan Krauße Jan Behrendt                |
| 1992 Winterberg             | Hansjörg Raffl Norbert Huber           | Kurt Brugger Wilfried Huber               | Stefan Krauße Jan Behrendt                |
| 1994 Schönau am Königssee   | Hansjörg Raffl Norbert Huber           | Kurt Brugger Wilfried Huber               | Yves Mankel Thomas Rudolph                |
| 1996 Sigulda                | Stefan Krauße Jan Behrendt             | Gerhard Plankensteiner Oswald Haselrieder | Albert Diemczenko Siemion Kołobajew       |
| 1998 Oberhof                | Stefan Krauße Jan Behrendt             | Steffen Skel Steffen Wöller               | Tobias Schiegl Markus Schiegl             |
| 2000 Winterberg             | Patric Leitner Alexander Resch         | Steffen Skel Steffen Wöller               | Tobias Schiegl Markus Schiegl             |
| 2002 Altenberg              | Patric Leitner Alexander Resch         | Tobias Schiegl Markus Schiegl             | Gerhard Plankensteiner Oswald Haselrieder |
| 2004 Oberhof                | Patric Leitner Alexander Resch         | Christian Oberstolz Patrick Gruber        | Andreas Linger Wolfgang Linger            |
| 2006 Winterberg             | Patric Leitner Alexander Resch         | Sebastian Schmidt André Forker            | Christian Oberstolz Patrick Gruber        |
| 2008 Cesana Torinese        | Christian Oberstolz Patrick Gruber     | Andreas Linger Wolfgang Linger            | Gerhard Plankensteiner Oswald Haselrieder |
| 2008 Cesana Torinese        | Christian Oberstolz Patrick Gruber     | Andreas Linger Wolfgang Linger            | Patric Leitner Alexander Resch            |
| 2010 Sigulda                | Andreas Linger Wolfgang Linger         | Tobias Wendl Tobias Arlt                  | Markus Schiegl Tobias Schiegl             |
| 2012 Paramonowo             | Peter Penz Georg Fischler              | Tobias Wendl Tobias Arlt                  | Toni Eggert Sascha Benecken               |
| 2013 Oberhof                | Toni Eggert Sascha Benecken            | Tobias Wendl Tobias Arlt                  | Peter Penz Georg Fischler                 |
| 2014 Sigulda                | Christian Oberstolz Patrick Gruber     | Władisław Jużakow Władimir Machnutin      | Andreas Linger Wolfgang Linger            |
| 2015 Soczi                  | Tobias Wendl Tobias Arlt               | Peter Penz Georg Fischler                 | Andris Šics Juris Šics                    |
| 2016 Altenberg              | Toni Eggert Sascha Benecken            | Tobias Wendl Tobias Arlt                  | Peter Penz Georg Fischler                 |
| 2017 Schönau am Königssee   | Tobias Wendl Tobias Arlt               | Toni Eggert Sascha Benecken               | Robin Geueke David Gamm                   |
| 2018 Sigulda                | Toni Eggert Sascha Benecken            | Andris Šics Juris Šics                    | Tobias Wendl Tobias Arlt                  |
| 2019 Oberhof                | Tobias Wendl Tobias Arlt               | Toni Eggert Sascha Benecken               | Andris Šics Juris Šics                    |
| 2020 Lillehammer            | Aleksandr Dienisjew Władisław Antonow  | Thomas Steu Lorenz Koller                 | Władisław Jużakow Jurij Prochorow         |
| 2021 Sigulda                | Andris Šics Juris Šics                 | Tobias Wendl Tobias Arlt                  | Mārtiņš Bots Roberts Plūme                |
| 2022 Sankt Moritz           | Toni Eggert Sascha Benecken            | Tobias Wendl Tobias Arlt                  | Mārtiņš Bots Roberts Plūme                |
| 2023 Sigulda                | Tobias Wendl Tobias Arlt               | Mārtiņš Bots Roberts Plūme                | Eduards Ševics-Mikeļševics Lūkass Krasts  |
| 2024 Igls                   | Thomas Steu Wolfgang Kindl             | Mārtiņš Bots Roberts Plūme                | Tobias Wendl Tobias Arlt                  |
| 2025 Winterberg             | Tobias Wendl Tobias Arlt               | Juri Gatt Riccardo Schöpf                 | Yannick Müller Armin Frauscher            |

## Drużynowe
W latach 1988–1998 drużyny składały się z sześciu zawodników, a w latach 2000–2023 w skład zespołu wchodziło czterech zawodników. Od mistrzostw w 2024 r. zespoły ponownie liczą sześciu zawodników.
| Rok i miejsce             | 1. miejsce | 2. miejsce | 3. miejsce |
| ------------------------- | --- | --- | --- |
| 1988 Schönau am Königssee | RFN · Georg Hackl · Johannes Schettel · Kerstin Langhof · Veronika Bilgeri · Thomas Schwab · Wolfgang Staudinger   | NRD · Michael Walter · Jens Müller · Cerstin Schmidt · Ute Oberhoffner · Marco Ernst · Olaf Paschold                    | Włochy · Wilfried Huber · Paul Hildgartner · Marie-Luise Rainer · Gerda Weissensteiner · Hansjörg Raffl · Norbert Huber           |
| 1990 Innsbruck            | NRD · Jens Müller · René Friedl · Susi Erdmann · Sylke Otto · Jörg Hoffmann · Jochen Pietzsch                      | RFN · Georg Hackl · Johannes Schettel · Jana Bode · Margit Paar · Stefan Ilsanker                                       | Włochy · Arnold Huber · Norbert Huber · Gerda Weissensteiner · Natalie Obkircher · Hansjörg Raffl                                 |
| 1992 Winterberg           | Niemcy · Georg Hackl · René Friedl · Susi Erdmann · Sylke Otto · Yves Mankel · Thomas Rudolph                      | Austria · Markus Prock · Robert Manzenreiter · Angelika Neuner · Andrea Tagwerker · Gerhard Gleirscher · Markus Schmidt | Włochy · Norbert Huber · Oswald Haselrieder · Natalie Obkircher · Anja Plaikner · Hansjörg Raffl                                  |
| 1994 Schönau am Königssee | Włochy · Armin Zöggeler · Norbert Huber · Gerda Weissensteiner · Natalie Obkircher · Kurt Brugger · Wilfried Huber | Niemcy · Georg Hackl · René Friedl · Jana Bode · Gabriele Kohlisch · Yves Mankel · Thomas Rudolph                       | Austria · Markus Prock · Markus Schmidt · Doris Neuner · Andrea Tagwerker · Tobias Schiegl · Markus Schiegl                       |
| 1996 Sigulda              | Niemcy · Jens Müller · Georg Hackl · Jana Bode · Susi Erdmann · Stefan Krauße · Jan Behrendt                       | Austria · Markus Prock · Markus Schmidt · Angelika Neuner · Andrea Tagwerker · Tobias Schiegl · Markus Schiegl          | Włochy · Armin Zöggeler · Wilfried Huber · Gerda Weissensteiner · Natalie Obkircher · Gerhard Plankensteiner · Oswald Haselrieder |
| 1998 Oberhof              | Niemcy · Jens Müller · Karsten Albert · Susi Erdmann · Silke Kraushaar · Stefan Krauße · Jan Behrendt              | Włochy · Armin Zöggeler · Norbert Huber · Natalie Obkircher · Gerda Weissensteiner · Kurt Brugger · Wilfried Huber      | Austria · Markus Prock · Markus Kleinheinz · Angelika Neuner · Andrea Tagwerker · Tobias Schiegl · Markus Schiegl                 |
| 2000 Winterberg           | Niemcy · Georg Hackl · Sylke Otto · Patric Leitner · Alexander Resch                                               | Niemcy · Karsten Albert · Sonja Wiedemann · Steffen Skel · Steffen Wöller                                               | Włochy · Armin Zöggeler · Natalie Obkircher · Gerhard Plankensteiner · Oswald Haselrieder                                         |
| 2002 Altenberg            | Niemcy · Georg Hackl · Silke Kraushaar · Steffen Skel · Steffen Wöller                                             | Niemcy · Denis Geppert · Sylke Otto · Patric Leitner · Alexander Resch                                                  | Austria · Markus Prock · Angelika Neuner · Tobias Schiegl · Markus Schiegl                                                        |
| 2004 Oberhof              | Niemcy · Jan Eichhorn · Silke Kraushaar · Steffen Skel · Steffen Wöller                                            | Włochy · Armin Zöggeler · Anastasia Oberstolz-Antonowa · Christian Oberstolz · Patrick Gruber                           | Austria · Martin Abentung · Veronika Halder · Andreas Linger · Wolfgang Linger                                                    |
| 2006 Winterberg           | Niemcy · David Möller · Silke Kraushaar · Patric Leitner · Alexander Resch                                         | Włochy · Armin Zöggeler · Anastasia Oberstolz-Antonowa · Christian Oberstolz · Patrick Gruber                           | Łotwa · Mārtiņš Rubenis · Anna Orlova · Juris Šics · Andris Šics                                                                  |
| 2008 Cesana Torinese      | Łotwa · Mārtiņš Rubenis · Maija Tīruma · Juris Šics · Andris Šics                                                  | Austria · Martin Abentung · Veronika Halder · Andreas Linger · Wolfgang Linger                                          | Włochy · Armin Zöggeler · Sandra Gasparini · Gerhard Plankensteiner · Oswald Haselrieder                                          |
| 2010 Sigulda              | Łotwa · Mārtiņš Rubenis · Anna Orlova · Juris Šics · Andris Šics                                                   | Austria · Wolfgang Kindl · Veronika Halder · Andreas Linger · Wolfgang Linger                                           | Niemcy · Johannes Ludwig · Corinna Martini · Tobias Wendl · Tobias Arlt                                                           |
| 2012 Paramonowo           | Rosja · Tatjana Iwanowa · Albert Diemczenko · Władisław Jużakow · Władimir Machnutin                               | Niemcy · Tatjana Hüfner · Andi Langenhan · Tobias Wendl · Tobias Arlt                                                   | Włochy · Sandra Gasparini · Armin Zöggeler · Christian Oberstolz · Patrick Gruber                                                 |
| 2013 Oberhof              | Niemcy · Natalie Geisenberger · Felix Loch · Toni Eggert · Sascha Benecken                                         | Włochy · Sandra Gasparini · Armin Zöggeler · Christian Oberstolz · Patrick Gruber                                       | Rosja · Tatjana Iwanowa · Albert Diemczenko · Władisław Jużakow · Władimir Machnutin                                              |
| 2014 Sigulda              | Rosja · Natalja Choriewa · Albert Diemczenko · Władisław Jużakow · Władimir Machnutin                              | Łotwa · Elīza Tīruma · Mārtiņš Rubenis · Andris Šics · Juris Šics                                                       | Włochy · Sandra Gasparini · Armin Zöggeler · Christian Oberstolz · Patrick Gruber                                                 |
| 2015 Soczi                | Niemcy · Dajana Eitberger · Felix Loch · Tobias Wendl · Tobias Arlt                                                | Rosja · Tatjana Iwanowa · Siemion Pawliczenko · Aleksandr Dienisjew · Władisław Antonow                                 | Łotwa · Elīza Tīruma · Inārs Kivlenieks · Andris Šics · Juris Šics                                                                |
| 2016 Altenberg            | Niemcy · Tatjana Hüfner · Felix Loch · Toni Eggert · Sascha Benecken                                               | Łotwa · Elīza Cauce · Artūrs Dārznieks · Andris Šics · Juris Šics                                                       | Rosja · Tatjana Iwanowa · Roman Riepiłow · Aleksandr Dienisjew · Władisław Antonow                                                |
| 2017 Schönau am Königssee | Niemcy · Natalie Geisenberger · Ralf Palik · Tobias Wendl · Tobias Arlt                                            | Austria · Miriam Kastlunger · Wolfgang Kindl · Thomas Steu · Lorenz Koller                                              | Łotwa · Elīza Cauce · Artūrs Dārznieks · Andris Šics · Juris Šics                                                                 |
| 2018 Sigulda              | Rosja · Tatjana Iwanowa · Siemion Pawliczenko · Aleksandr Dienisjew · Władisław Antonow                            | Niemcy · Natalie Geisenberger · Felix Loch · Toni Eggert · Sascha Benecken                                              | Łotwa · Kendija Aparjode · Inārs Kivlenieks · Andris Šics · Juris Šics                                                            |
| 2019 Oberhof              | Włochy · Andrea Vötter · Dominik Fischnaller · Ivan Nagler · Fabian Malleier                                       | Niemcy · Natalie Geisenberger · Johannes Ludwig · Tobias Wendl · Tobias Arlt                                            | Łotwa · Elīza Cauce · Inārs Kivlenieks · Andris Šics · Juris Šics                                                                 |
| 2020 Lillehammer          | Austria · Madeleine Egle · David Gleirscher · Thomas Steu · Lorenz Koller                                          | Włochy · Andrea Vötter · Dominik Fischnaller · Ivan Nagler · Fabian Malleier                                            | Łotwa · Ulla Zirne · Kristers Aparjods · Andris Šics · Juris Šics                                                                 |
| 2021 Sigulda              | Rosja · Tatjana Iwanowa · Siemion Pawliczenko · Wsewołod Kaszkin · Konstantin Korszunow                            | Łotwa · Elīza Tīruma · Artūrs Dārznieks · Andris Šics · Juris Šics                                                      | Niemcy · Natalie Geisenberger · Felix Loch · Tobias Wendl · Tobias Arlt                                                           |
| 2022 Sankt Moritz         | Łotwa · Elīna leva Vītola · Kristers Aparjods · Mārtiņš Bots · Roberts Plūme                                       | Niemcy · Natalie Geisenberger · Johannes Ludwig · Toni Eggert · Sascha Benecken                                         | Rosja · Tatjana Iwanowa · Roman Riepiłow · Andriej Bogdanow · Jurij Prochorow                                                     |
| 2023 Sigulda              | Łotwa · Elīna leva Vītola · Kristers Aparjods · Mārtiņš Bots · Roberts Plūme                                       | Niemcy · Anna Berreiter · Max Langenhan · Tobias Wendl · Tobias Arlt                                                    | Włochy · Sandra Robatscher · Dominik Fischnaller · Emanuel Rieder · Simon Kainzwaldner                                            |
| 2024 Igls                 | Austria · Madeleine Egle · Thomas Steu · Wolfgang Kindl · Jonas Müller · Selina Egle · Lara Kipp                   | Niemcy · Julia Taubitz · Tobias Wendl · Tobias Arlt · Max Langenhan · Jessica Degenhardt · Cheyenne Rosenthal           | Włochy · Verena Hofer · Emanuel Rieder · Simon Kainzwaldner · Dominik Fischnaller · Andrea Vötter · Marion Oberhofer              |
| 2025 Winterberg           | Austria · Madeleine Egle · Juri Gatt · Riccardo Schöpf · Jonas Müller · Selina Egle · Lara Kipp                    | Niemcy · Julia Taubitz · Tobias Wendl · Tobias Arlt · Max Langenhan · Jessica Degenhardt · Cheyenne Rosenthal           | Włochy · Verena Hofer · Ivan Nagler · Fabian Malleier · Dominik Fischnaller · Andrea Vötter · Marion Oberhofer                    |

## Klasyfikacja medalowa
Stan po ME 2018
| Miejsce | Państwo                     |    |      |    | Razem |
| ------- | --------------------------- | -- | ---- | -- | ----- |
| 1.      | Niemcy (1914-1939, od 1992) | 55 | 44.5 | 28 | 127.5 |
| 2.      | NRD (1952-1990)             | 30 | 27   | 17 | 74    |
| 3.      | Austria                     | 28 | 35.5 | 40 | 103.5 |
| 4.      | Włochy                      | 16 | 19   | 27 | 62    |
| 5.      | RFN (1952-1990)             | 12 | 11   | 11 | 34    |
| 6.      | Rosja (1914, od 1992)       | 12 | 8    | 6  | 26    |
| 7.      | Czechosłowacja (1928-1992)  | 5  | 7    | 14 | 26    |
| 8.      | ZSRR (1928-1992)            | 3  | 2    | 4  | 9     |
| 9.      | Łotwa (od 1990)             | 2  | 4    | 5  | 11    |
| 10.     | Norwegia                    | 1  | 3    | 2  | 6     |
| 11.     | Polska                      | 1  | 2    | 10 | 13    |
| 12.     | Szwecja                     | 0  | 2    | 0  | 2     |
| 13.     | Słowacja (od 1994)          | 0  | 0    | 1  | 1     |